# Warsan Shire
Warsan Shire (somalí: Warsan Nadwajny Shire), en árabe: ورسان شرى‎: ورسان شرى, (Kenia, 1 de agosto de 1988) es una escritora, poeta, editora y profesora somalí que vive en Londres. Ha recibido el premio de Poesía Africana de la Universidad de Brunel, elegida de una lista de seis candidatos de un total de seiscientos cincuenta y cinco participantes.

## Biografía
Nadwajny nació el 1 de agosto de 1988 en Somalia y sus padres son de origen somalí. Emigró al Reino Unido cuando tenía un año. Tiene un bachiller de Artes en Escritura Creativa. Actualmente reside en Londres. Tiene cuatro hermanos: Saaid Shire, Samawado Farah, Suban Farah, y Salma Farah. La primera vez que descubrió que amaba escribir fue cuando era una niña. Siendo adolescente, se unió a un club de juventud que le brindó la pasión que necesitaba para convertirse en poeta.
En 2011, lanzó Enseñando a mi madre cómo dar a luz, un libro de poesía publicado por la editora flipped eye. La colección completa planea ser lanzada en 2016, también a través de flipped eye publishing. 
Shire ha leído su poesía en varios locales artísticos en varios países, como Reino Unido, Italia, Alemania, América del Norte, Sudáfrica y Kenia. Sus poemas han sido reeditados en varias publicaciones literarias, como la Poetry Review, Magma y Wasafiri. Además, algunos versos de Shire fueron incluidos en las colecciones The Salt Book of Younger Poets (Sal, 2011) y Ten: The New Wave (Bloodaxe, 2014). También han sido traducidos a un varias lenguas entre las que se encuentran italiano, español, portugués, sueco, danés y estonio.
En 2014, participó junto a las poetas Belinda Zhawi, Ribka Sibhatu y Chinwe Azubuike en el tercer festival anual de literatura y libros de la Royal African Society en asociación con The British Library, Africa Writes.
En 2016, preparó su primera colección de poesías, habiendo lanzado un libro de edición limitada llamado Su Cuerpo Azul en 2015. También trabaja como editora de poesía en la revista SPOOK y enseña en talleres de poesía con propósitos catárticos y estéticos.
La poesía de Shire ha aparecido en el álbum visual Lemonade de Beyoncé, lanzado en abril de 2016.

## Premios
Shire ha recibido varios premios por su arte. En abril de 2013, fue presentada con la Universidad de Brunel para el Premio de Poesía Africana, un premio destinado a poetas que todavía tienen que publicar una colección completa de poesía.
En octubre de 2013, también fue seleccionada de una lista de seis bardos jóvenes como la primera Young Poet Laureate para Londres. Este honor es parte del programa Spoke de la Empresa de Desarrollo de Legado de Londres, que promueve artes y cultura en el Parque Olímpico Reina Isabel y el área circundante.
En 2014, fue elegida como Queensland, poeta de Australia en residencia. Se puso en contacto con el Centro Aborigen para Artes Escénicas, donde estuvo por un periodo de seis semanas.

## Obra
- Teaching My Mother How To Give Birth (flipped eye, 2011), ISBN 1905233299
- Her Blue Body  (flap pamphlet series, flipped eye, 2015)
- Lemonade: A Visual Album by Beyoncé  (2016